# Mistrzostwa Polski w Łyżwiarstwie Szybkim na Dystansach 2017
31. Mistrzostwa Polski w Łyżwiarstwie Szybkim na Dystansach 2017 odbyły się w dniach 15-18 grudnia 2016 roku na torze Stegny w Warszawie.
Na dystansie 500 metrów rozgrywane były dwa biegi i dopiero suma czasów z obu biegów zadecydowała o kolejności zawodników.
W porównaniu z ubiegłorocznymi mistrzostwami do programu powróciły biegi na 5000 metrów kobiet i na 10000 metrów mężczyzn.

## Obrońcy tytułów
| Konkurencja | Mężczyźni               | Kobiety           |
| ----------- | ----------------------- | ----------------- |
| 500 metrów  | Artur Nogal             | Kaja Ziomek       |
| 1000 metrów | Zbigniew Bródka         | Natalia Czerwonka |
| 1500 metrów | Zbigniew Bródka         | Natalia Czerwonka |
| 3000 metrów | Zbigniew Bródka         | Luiza Złotkowska  |
| 5000 metrów | Jan Szymański           | —                 |
| Drużynowo   | GKS Stoczniowiec Gdańsk | AZS AWF Katowice  |

## Kobiety
| Konkurencja:     | 1. miejsce                                                              | Rezultat            | 2. miejsce                                                                   | Rezultat            | 3. miejsce                                                                  | Rezultat            |
| 500 m            | Natalia Czerwonka (MKS Zagłębie Lubin)                                  | 81.20 (40.60+40.60) | Kaja Ziomek (MKS Cuprum Lubin)                                               | 81.45 (40.51+40.94) | Luiza Złotkowska (UKS Sparta Grodzisk Mazowiecki)                           | 82.75 (41.52+41.23) |
| 1000 m           | Natalia Czerwonka (MKS Zagłębie Lubin)                                  | 1:20.94             | Luiza Złotkowska (UKS Sparta Grodzisk Mazowiecki)                            | 1:22.23             | Katarzyna Bachleda-Curuś (AZS-AWF Katowice)                                 | 1:22.25             |
| 1500 m           | Natalia Czerwonka (MKS Zagłębie Lubin)                                  | 2:06.41             | Luiza Złotkowska (UKS Sparta Grodzisk Mazowiecki)                            | 2:07.50             | Katarzyna Bachleda-Curuś (AZS-AWF Katowice)                                 | 2:08.46             |
| 3000 m           | Katarzyna Woźniak (AZS-AWF Katowice)                                    | 4:19.22             | Natalia Czerwonka (MKS Zagłębie Lubin)                                       | 4.20.49             | Katarzyna Bachleda-Curuś (AZS-AWF Katowice)                                 | 4.21.42             |
| 5000 m           | Magdalena Czyszczoń (AZS-AWF Katowice)                                  | 7:34.73             | Katarzyna Woźniak (AZS-AWF Katowice)                                         | 7:42.91             | Katarzyna Bachleda-Curuś (AZS-AWF Katowice)                                 | 7:50.46             |
| Start masowy     | Karolina Bosiek (Pilica Tomaszów Mazowiecki)                            | 65                  | Luiza Złotkowska (UKS Sparta Grodzisk Mazowiecki)                            | 40                  | Katarzyna Woźniak (AZS-AWF Katowice)                                        | 20                  |
| wyścig drużynowy | AZS-AWF Katowice Magdalena Czyszczoń Angelika Fudalej Katarzyna Woźniak | 2.02.53             | AZS AWF Katowice II Aleksandra Kapruziak Urszula Włodarczyk Andżelika Wójcik | 2:04.38             | Pilica Tomaszów Mazowiecki Karolina Bosiek Karolina Gąsecka Natalia Jabrzyk | 2:05.46             |

## Mężczyźni
| Konkurencja:     | 1. miejsce                                                                 | Rezultat            | 2. miejsce                                                                     | Rezultat            | 3. miejsce                                                              | Rezultat            |
| 500 m            | Artur Nogal (Fundacja ŁiSW Legia Warszawa)                                 | 72.26 (36.08+36.18) | Sebastian Kłosiński (Orzeł Elbląg)                                             | 73.30 (36.62+36.68) | Piotr Michalski (SKŁ Górnik Sanok)                                      | 74.01 (36.81+37.20) |
| 1000 m           | Zbigniew Bródka (UKS Błyskawica Domaniewice)                               | 1:13.36             | Sebastian Kłosiński (Orzeł Elbląg)                                             | 1:13.66             | Artur Nogal (Fundacja ŁiSW Legia Warszawa)                              | 1:13.77             |
| 1500 m           | Konrad Niedźwiedzki (AZS-AWF Katowice)                                     | 1:52.53             | Jan Szymański (AZS AWF Poznań)                                                 | 1.53.63             | Zbigniew Bródka (UKS Błyskawica Domaniewice)                            | 1:53.80             |
| 5000 m           | Jan Szymański (AZS AWF Poznań)                                             | 6:47.20             | Adrian Wielgat (Orzeł Elbląg)                                                  | 6.50.08             | Konrad Niedźwiedzki (AZS-AWF Katowice)                                  | 6:50.85             |
| 10 000 m         | Adrian Wielgat (Orzeł Elbląg)                                              | 14:32.50            | Roland Cieślak (Pilica Tomaszów Mazowiecki)                                    | 14:35.47            | Marcin Bachanek (Stoczniowiec Gdańsk)                                   | 14:54.85            |
| Start masowy     | Marcin Bachanek (Stoczniowiec Gdańsk)                                      | 60                  | Roland Cieślak (Pilica Tomaszów Mazowiecki)                                    | 41                  | Jan Świątek (WTŁ Stegny Warszawa)                                       | 20                  |
| wyścig drużynowy | Stoczniowiec Gdańsk Marcin Bachanek Aleksander Puszkarski Piotr Puszkarski | 4:09.47             | Pilica Tomaszów Mazowiecki II Roland Cieślak Mateusz Owczarek Jakub Piotrowski | 4.11.22             | UKS Błyskawica Domaniewice Artur Janicki Sebastian Janicki Wojciech Sut | 4:11.54             |